# 静岡県道119号下田南伊豆線
静岡県道119号下田南伊豆線（しずおかけんどう119ごう しもだみなみいずせん）は静岡県下田市から賀茂郡南伊豆町に至る一般県道である。

## 概要

### 路線データ
- 起点：下田市六丁目（岩下交差点 = 国道136号・静岡県道16号下田石廊松崎線交点）
- 終点：賀茂郡南伊豆町子浦（国道136号交点）

## 地理
起点付近に静岡県立下田南高等学校や下田消防署が、終点付近に子浦海水浴場がある。

### 接続路線
- 国道136号
- 静岡県道16号下田石廊松崎線

### 通過する自治体
- 静岡県
  - 下田市 - 賀茂郡南伊豆町